# دراژن لوبوریچ
دراژن لوبوریچ (انگلیسی: Dražen Luburić؛ زادهٔ ۲ نوامبر ۱۹۹۳) بازیکن والیبال اهل صربستان است.
وی سابقه بازی در تیم‌های وویوودینا، پیاچنزا، تاندرز هیروشیما، اسکرا بلچاتوف و بشیکتاش را در کارنامه خود دارد.